# Castello di Montesarchio
Das Castello di Montesarchio ist eine Burg aus dem 8. Jahrhundert auf einem Hügel über Montesarchio in der italienischen Region Kampanien. Sie dominiert das Valle Caudina, an dessen östlichem Ende sie liegt.
Die Burg wurde zu militärischen Zwecken und solchen der öffentlichen Ordnung erbaut. In ihren Gefängnissen waren zahlreiche politische Dissidenten eingesperrt. Heute ist sie öffentlich zugänglich und beherbergt das Museo Archeologico Nazionale del Sannio Caudino (dt.: Nationales archäologisches Museum des caudinischen Samnium). Den historischen Beweis für die Nutzung des Gebäudes als Gefängnis liefert die Entdeckung, dass die Hofflächen für Gefangene genutzt wurden. Dies sieht man an den Inschriften der in den Zellen eingesperrten Patrioten auf den Mauern.
Die Burg, an der man heute noch die Aussparungen zur Befestigung der Zugbrücke und den Schutzgraben sieht, musste im Laufe der Jahrhunderte, seit ihrer Entstehung im 8. Jahrhundert, zahlreiche Umbauten über sich ergehen lassen.

## Bildergalerie

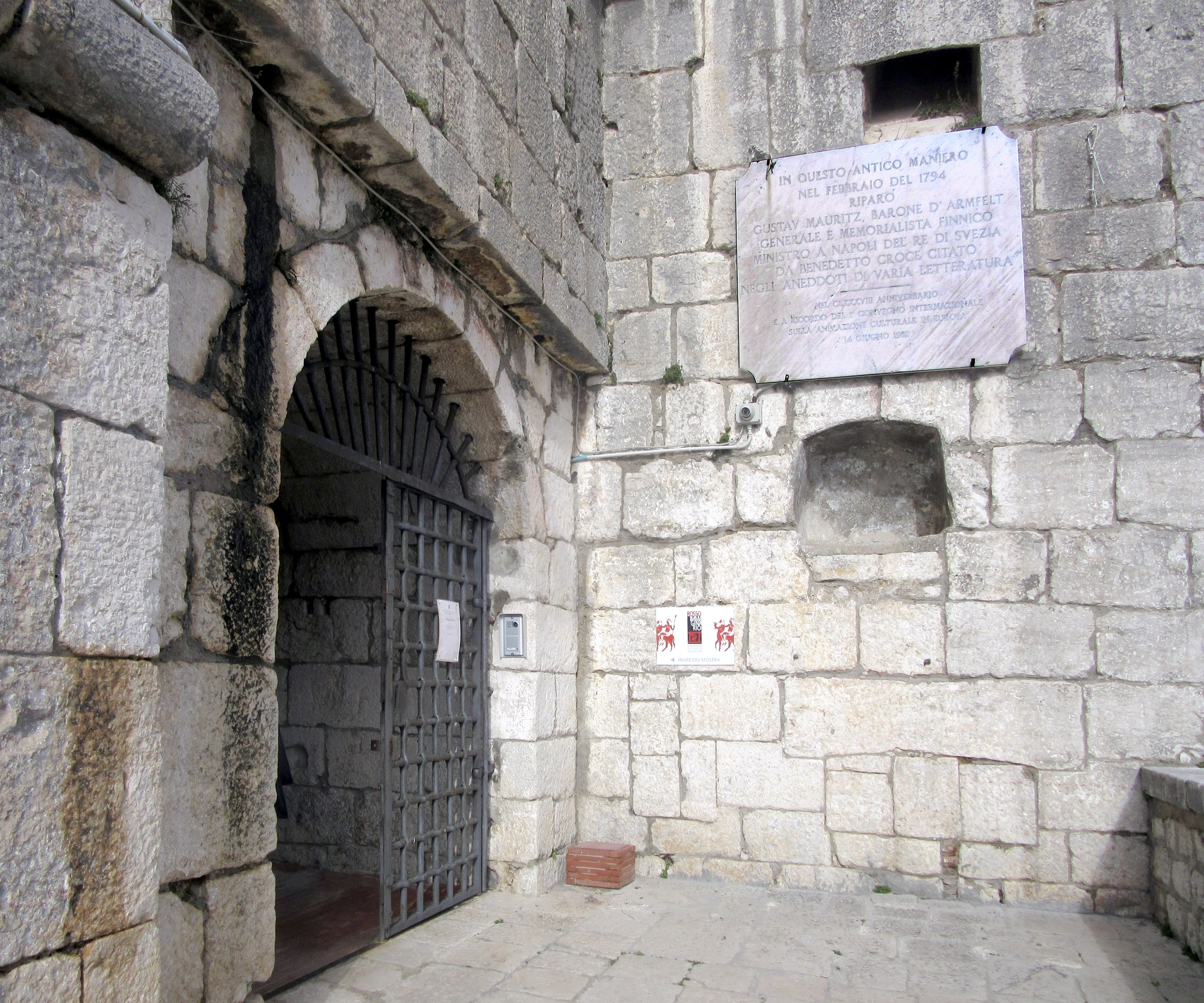
Zugang zur Brug mit Steintafel, die an den Vorbeizug von Gustaf Mauritz Armfelt 1792 erinnert
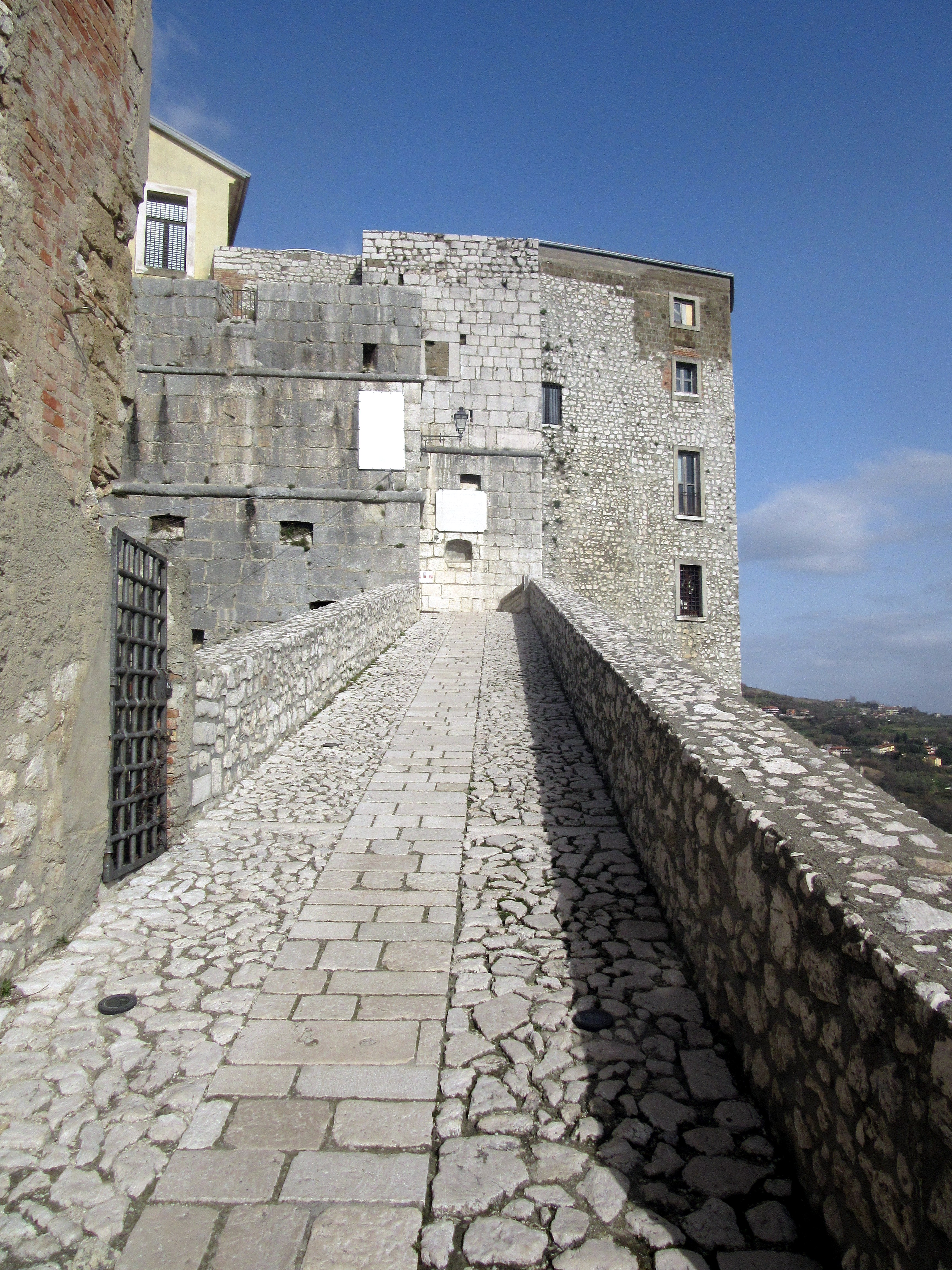
Zugangssteg zum Burgeingang (Blick nach oben)
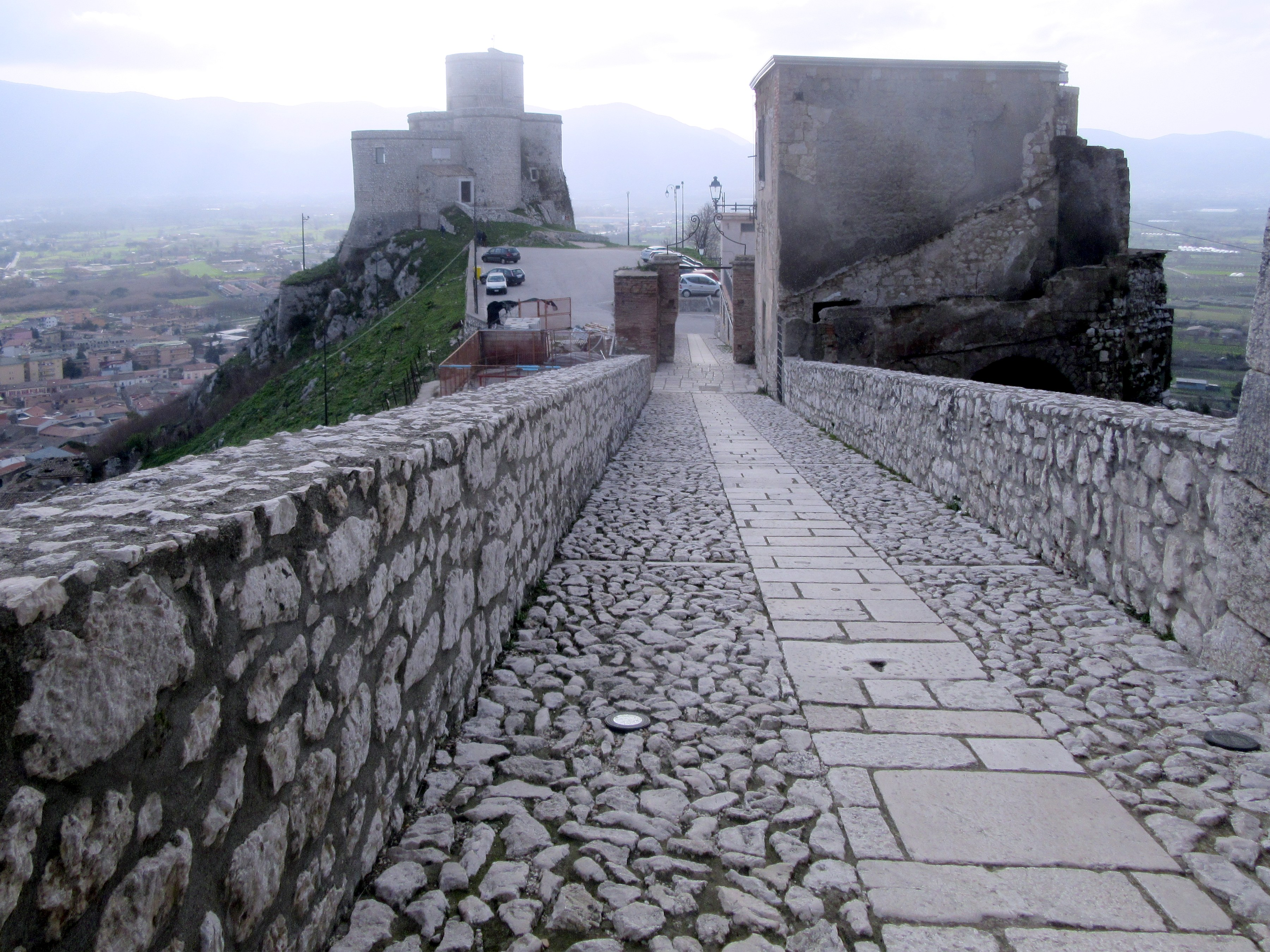
Zugangssteg zum Burgeingang (Blick nach unten)
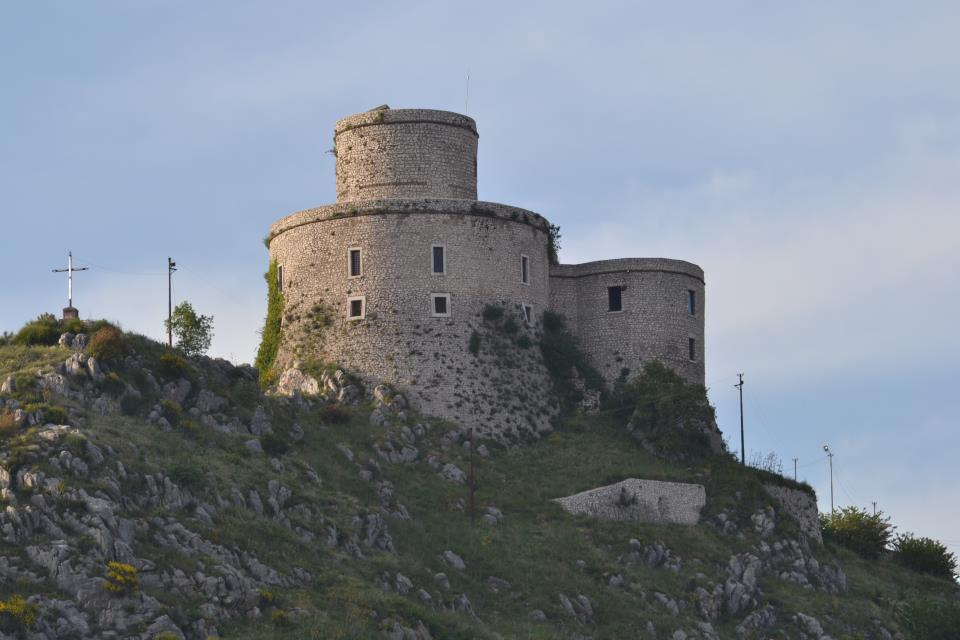
Der Torre di Montesarchio
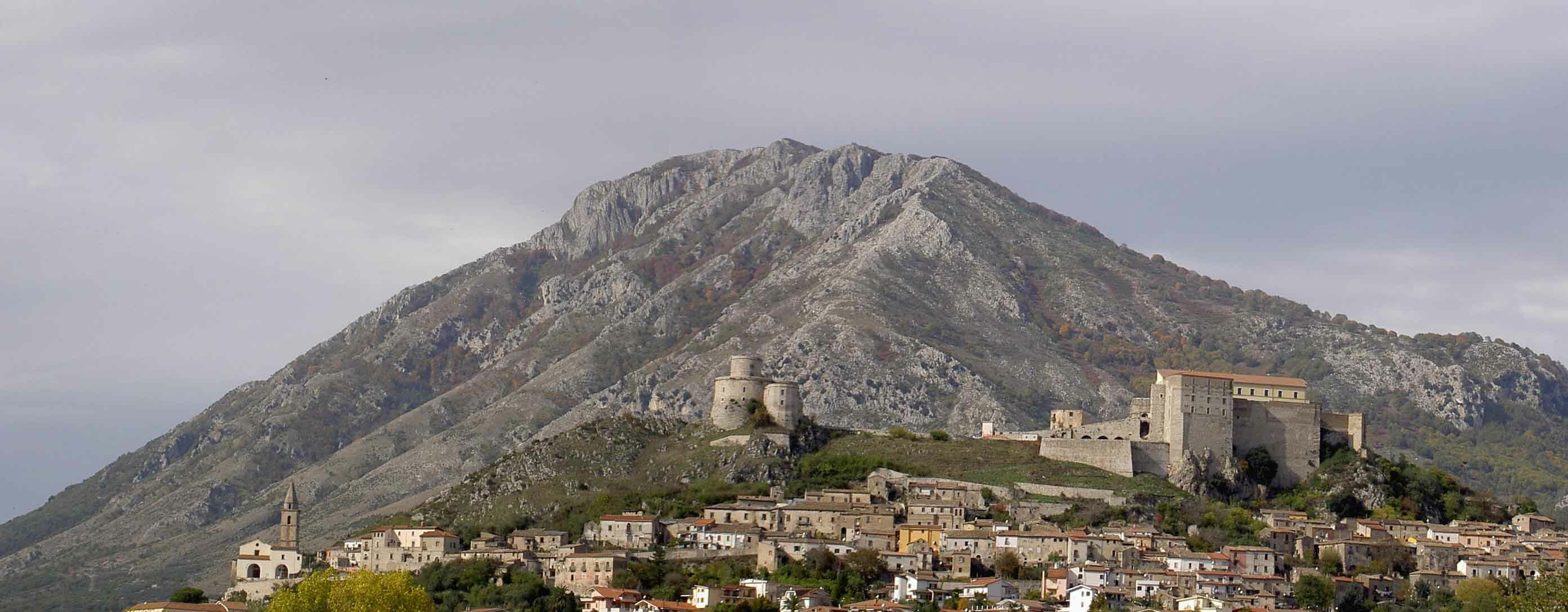
Blick auf den Hügel von Montesarchio